# 牙買加國家奧運足球隊

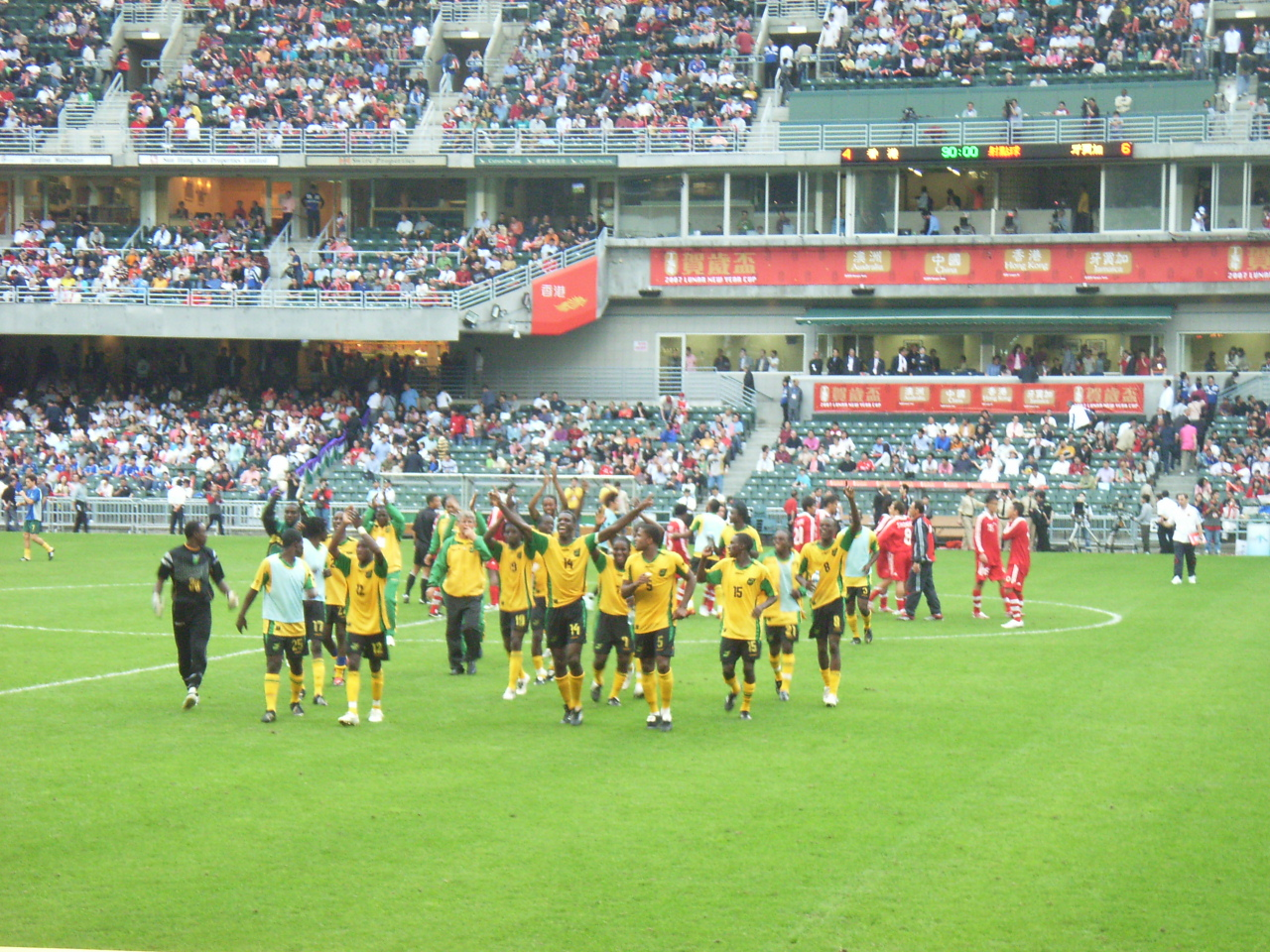
牙買加隊在香港大球場年初一賀歲盃勝出之後

牙買加國家奧運足球隊  (Jamaica Olympic Team)，或稱 牙買加23歲以下國家足球隊（Jamaica national under-23 football team），是一支由23歲以下球員組成的牙買加國家足球代表隊，主要參加夏季奧林匹克運動會足球比賽。2007年農曆新年獲香港足總邀請參加賀歲盃，2007年2月18日的大年初一比賽中，以6比5勝出。在2007年2月21日年初四，牙買加隊將會與中國國奧隊決賽，後者近日新聞也不少，最終點球階段以5比4勝出奪得冠軍。 
牙買加國家奧運足球隊由米路天奴域任技術總監，鄧士維任教練，保希爾是會長。

## 歷屆奧運會成績
- 1992年至1968年 - 沒有參賽
- 1992年至1988年 - 外圍賽出局（以牙買加國家足球隊的身份）
- 1992年至2004年 - 外圍賽出局

## 相關
- 香港聯賽選手隊

## 外部参考
- 牙買加隊有神奇教練